# Hieracium krischtimanum
Hieracium krischtimanum es una especie de planta con flor del género Hieracium, de la familia Asteraceae, orden Asterales.

## Distribución
Hieracium krischtimanum se distribuye por Bulgaria y Grecia.

## Taxonomía
Fue descrita científicamente por Mattf. & Zahn.
Tratamiento taxonómico
La especie aparece registrada en una sección de la publicación Repert. Spec. Nov. Regni Veg.